# Andreas Peter Berggreen
Andreas Peter Berggreen   (Copenhaguen, 2 de març de 1801 - Copenhaguen, 8 de novembre de 1880) fou un compositor danès del Romanticisme.
Fou mestre de capella de l'església metropolitana i tingué entra d'altres alumnes al seu conciutadà Heise, També fundà un diari musical titulat Herindal i una societat coral.
A més d'una òpera còmica titulada La Imatge i el bust, va compondre cantates, romances i cors infantils, publicant també col·leccions de cants populars noruecs i suecs.